# Microthambema tenuis
Microthambema tenuis is een pissebed uit de familie Thambematidae. De wetenschappelijke naam van de soort is voor het eerst geldig gepubliceerd in 1961 door Birstein.